# Трофімов Сергій В'ячеславович
Трофімов Сергій В'ячеславович (рос. Сергей Вячеславович Трофимов) (4 листопада 1966 Москва, СРСР) — російський виконавець в жанрі російський шансон, заслужений артист Росії. Також відомий під сценічним псевдонімом Трофім.
Фігурант бази даних центру «Миротворець».

## Біографія
- З 1973 по 1983 рік: соліст Московської Державної хорової капели хлопчиків при інституті ім. Гнесіних. З 1985 року навчався в Московському державному інституті культури і в Московській державній консерваторії (кафедра теорії та композиції). Того ж року став дипломантом XII Всесвітнього Фестивалю молоді та студентів у Москві.
- 1986 року працював в московських ресторанах.
- 1987—1991: концертна діяльність як рок-барда, записаний альбом «Така рання весна» з групою «Ероплан» (альбом не видано). Перші сольні концерти.
- 1991—1993: служив півчим в хорі однієї з московських церков
- 1992—1993 — випустив альбом співачки Світлани Володимирської
- У 1994 році почалися музичні виступи під псевдонімом «Трофим», в цей же час Сергій написав пісню «От і все, сказав мудрець і в воду канув».
- 1994 — випустив альбом «Грішної душі печаль» виконавцем якого був Олександр Іванов. В цьому ж році відбувся початок власної концертної діяльності. Початок співпраці з продюсерським центром Степана Разіна.
- 1995 — альбом Кароліни «Мама, все о'кей» і альбом Світлани Алмазова «У десяточку».
- 1996 — альбом Алли Горбачової «Голос», одночасно Сергій працює в поп-музиці. Початок активних сольних виступів по Росії.
- 1998 — другий альбом співачки Кароліни «Королева», сольний (але не авторський) альбом «Вісті з колючого далека».
- 1999 — співавтор музики до кінофільму «Нічне перехрестя», США. 24 листопада 1999 року брав участь в «Музичному рингу» з Михайлом Кругом.
- 2000 — початок виступів в нічних клубах Москви; сольний концерт в ПК ім. Горького, поїздка до Чечні, був заступником голови Опікунської Ради ГУВП Росії. Псевдонім «Трофим» відійшов на другий план, на афішах стали писати Сергій Трофимов.
- 2001 — став членом спілки письменників Росії, у 2002 — отримав премію «Шансон року».
- У 2004 році брав участь в телегрі Форт Боярд з Леонідом Ярмольником і Оксаною Федоровою і капітаном команди Ернестом Мацкявічюсом, Ігорем Ліфановим, Максимом Віторганом, Наталією Забузова і Тетяною Александровою.
- 2005 — лауреат Всеросійської літературної премії ім. Суворова, заснованої Військово-художньою студією письменників.
- 2005 — в Кремлі відбулося два концерти, присвячених 10-річчю творчої діяльності за участю відомих естрадних виконавців (Розенбаум, Маршал, В. Маркін, Овсієнко, Понаровська, Азіза, Іванов і гр. «Рондо», «Відчайдушні шахраї», «Cool & Jazzy», «Любовні історії», «Тутсі» тощо).
- 2006 — збірка віршів «240 сторінок», третій сольний концерт у Кремлі з програмою «Сорок сороків», відбувся 1 квітня.
- 2007 — премія «Золотий грамофон» за пісню «Московська пісня».
- 2008 — зйомки в серіалі «Платина-2», а також премія «Золотий грамофон» за пісню «Місто Сочі».
- 2009 — лауреатом премії ФСБ за виконання композиції «Ким ми були для вітчизни».
- 2009 — премія «Золотий грамофон» за пісню «Місто в заторах».
- 2010 — концерти в США, тоді ж отримав премію «Золотий грамофон» за пісню «Не розповідай».
- 2011 — звання «Заслужений артист РФ», концертний тур по США.
- 2012 — два концерти в Кремлі.
- 2014 — премія «Золотий грамофон» за пісню «Інтернет».

Як поет і композитор Сергій Трофімов працював зі Світланою Владимирською, Вахтангом Кікабідзе, Лаймою Вайкуле, Ладою Денс, Олександром Маршалом, Кароліною (альбоми «Мама, все о'кей» і «Королева»), групою «Рондо» (альбом «Грішної душі печаль» Олександра Іванова), Аллою Горбачовою, Миколою Носковим, Оленою Пануровою та іншими виконавцями.

## Особисте життя
Одружений, виховує трьох дітей.

## Суспільна позиція
6 лютого 2012 року був офіційно зареєстрований як довірена особа Володимира Путіна — кандидата на посаду президента РФ.
У 2014 році підписав Колективне звернення діячів культури РФ на підтримку політики президента РФ В. В. Путіна в Україні та Криму.